# Olivia de Lamberterie
Olivia de Lamberterie (París, 15 de junio de 1966) es una periodista y crítica literaria francesa. Redactora jefa adjunta de la revista Elle desde 2012, es también responsable de la sección de libros desde 2005 del programa Télématin de France 2. Participa igualmente en emisiones radiofónicas como La Masque et la Plume de France Inter.

## Biografía
Olivia de Lamberterie es la hija de un padre corredor en seguros y de un ama de casa, originarios de La Chapelle-Montmoreau en la Dordogne. Tiene dos hermanas y un hermano, Alexandre de Lamberterie (1969-2015), que fue tema de su primer libro Avec toutes mes sympathies (Con todas mis simpatías) aparecido en 2018,. Tiene dos hijos con Gilles de Bure y dos hijos con el diseñador Jean-Marc Piaton.

## Trayectoria
Olivia de Lamberterie realizó estudios de letras. Escribió artículos para Le Matin de Paris, antes de pasar en 1992 a la revista Elle para escribir crónicas literarias. Desde 2001 es jefa de la sección literaria. Desde 2002, interviene regularmente en la emisión de Francia Inter, La Máscara y la Pluma.
Entre 2006 y 2008, Olivia de Lamberterie colaboró como columnista literaria en la emisión El Barco libro, animada por Frédéric Ferney de France 5.  Ha sido jurado en concursos literarios, como el Premio del Círculo literario y el Premio France Télévisions.
Desde finales de agosto de 2011, es columnista en la emisión Il n'y en a pas deux comme Elle (No hay dos como Ella) de Europe 1. En France 2, presenta todos los viernes la sección « Palabras » en el programa Télématin desde marzos 2005.
El 20 de enero de 2012 fue nombrada redactora jefa adjunta de la revista Elle.

## Publicaciones
- Avec toutes mes sympathies, Éditions Stock, coll. « La Bleue », 2018, 253 p. ISBN 978-2-234-08580-0 — Premio Renaudot de ensayo 2018[7] y premio Montyon 2019 de la Academia Francesa.[8]

## Distinción
En 2014, Olivia de Lamberterie recibió el premio Hennessy de periodismo literario.